# Zelometeorium allionii
Zelometeorium allionii là một loài Rêu trong họ Meteoriaceae. Loài này được Manuel mô tả khoa học đầu tiên năm 1977.